# Yali Topol Margalith

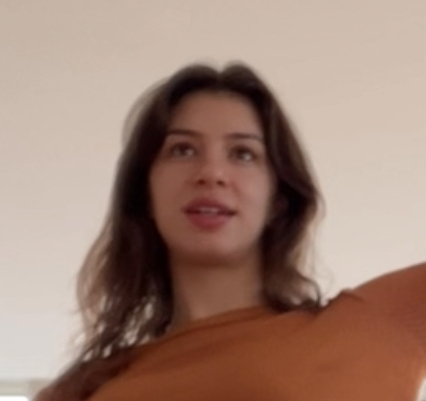
Yali Topol Margalith

Yali Topol Margalith (hebräisch יהלי מרגלית טופול; * 15. März 2000) ist eine israelische Schauspielerin und Synchronsprecherin.

## Leben und Karriere
Margalit Topol ist die Tochter der Schauspielerin Adi Topol und des Musikproduzenten Dror Margalith. Ihr Großvater ist Chaim Topol ist ebenfalls Schauspieler.
Seit 2008 arbeitet sie als Synchronsprecherin. Zu den Produktionen, in denen sie synchronisierte, gehören Kung Fu Panda 2, G-Force – Agenten mit Biss, Rango, Planet 51 und Oben. Ihr Schauspieldebüt gab sie 2024 in der Serie The Tattooist of Auschwitz. Im selben Jahr bekam sie in der Serie A Good Girl’s Guide to Murder eine Hauptrolle.

## Filmografie
- 2024: The Tattooist of Auschwitz (Miniserie, 4 Folgen)
- 2024: A Good Girl’s Guide to Murder (Fernsehserie, 6 Folgen)
- 2025: Das Haus David (House of David, Miniserie)